# 1781
1781 (MDCCLXXXI) byl rok, který dle gregoriánského kalendáře započal pondělím.

## Události

### Česko
- 24. května – Císař Josef II. vydal podle vzoru pařížské nemocnice Hôtel-Dieu nová direktivní pravidla, která nařizovala zakládání všeobecných nemocnic, porodnic, nalezinců a chorobinců.[1]
- 13. října –  Josef II. vydal toleranční patent, který na území Habsburské monarchie povolil další tři křesťanská vyznání – augsburské, helvetské a pravoslaví. Následně vznikla evangelická církev.
- 1. listopadu – Josef II. vydal patent o zrušení nevolnictví.
- 29. listopadu – Josef II. nařídil zrušení klášterů, které se nevěnovaly vyučování, nepěstovaly vědy nebo nepečovaly o nemocné.

### Svět
- 1. března – Byla ukončena ratifikace Článků Konfederace a trvalé unie, předchůdce ústavy Spojených států amerických.
- 4. září – Na severoamerickém pobřeží Tichého oceánu bylo založeno město Los Angeles.
- 28. září – 19. října – Francouzskoamerická koalice zvítězila nad britskými vojsky v bitvě Yorktownu.
- V Bratislavě byl postaven Primaciální palác, sídlo ostřihomského arcibiskupa.

### Probíhající události
- 1775–1783 – Americká válka za nezávislost

## Vědy a umění
- 13. březen – Astronom William Herschel objevil planetu Uran.
- Švédský chemik Carl Wilhelm Scheele objevil chemický prvek wolfram.
- Skotský mechanik James Watt zkonstruoval dvojčinný parní stroj s převodem na rotační pohyb
- Německý filozof Immanuel Kant vydal své hlavní dílo Kritika čistého rozumu.

## Narození

### Česko

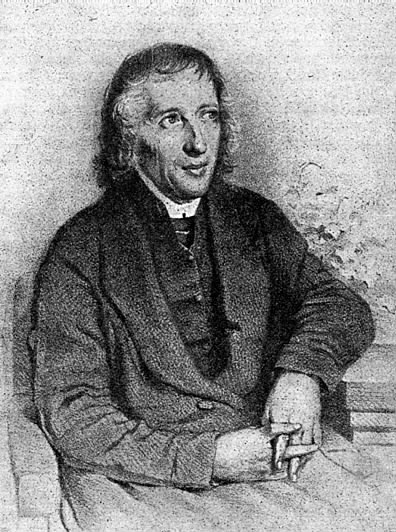
Bernard Bolzano (* 5. října)

- 21. ledna – Jiří Opočenský, kazatel a spisovatel († 5. ledna 1842)
- 11. března – Antonín Filip Heinrich, hudební skladatel († 3. května 1861)
- 13. března – Joseph Johann von Littrow, rakouský astronom († 30. listopadu 1840)
- 26. července – Salesius Krügner, opat oseckého kláštera († 5. listopadu 1842)
- 7. září – Jiří František August Buquoy, šlechtic, ekonom a spisovatel († 19. dubna 1851)
- 5. října – Bernard Bolzano, matematik, kněz a filozof († 18. prosince 1848)
- 25. října – Bedřich Všemír Berchtold z Uherčic, lékař a botanik († 3. dubna 1876)

### Svět

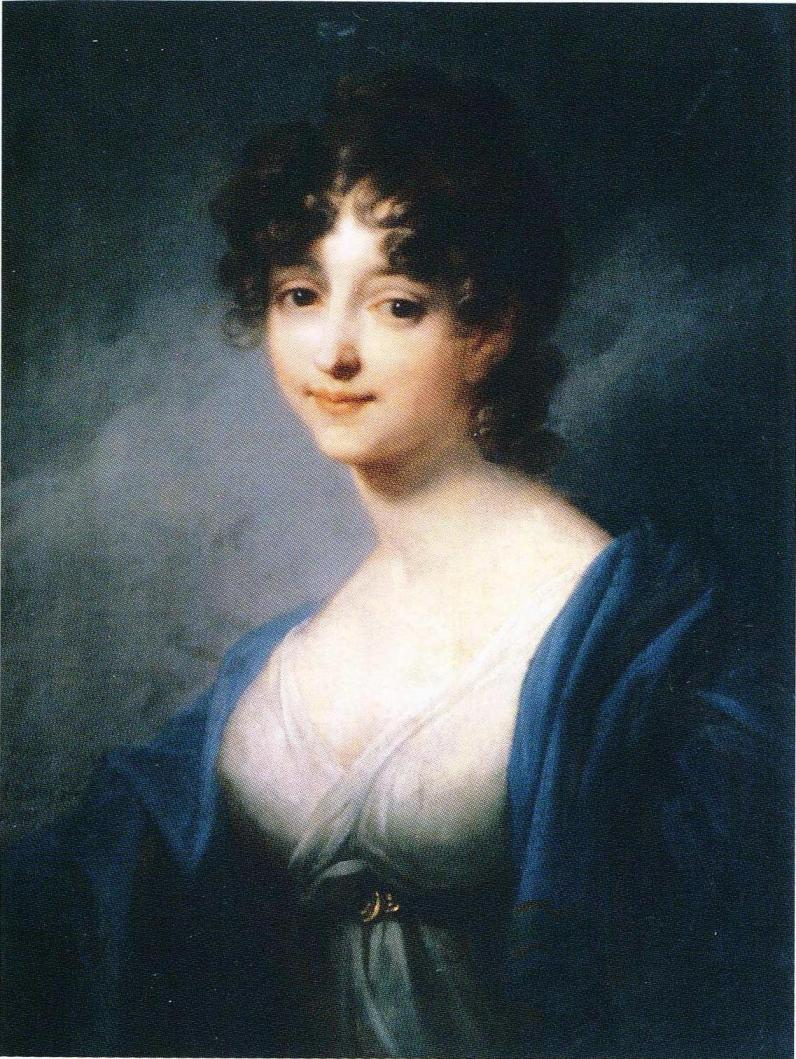
Kateřina Vilemína Zaháňská (* 8. února)

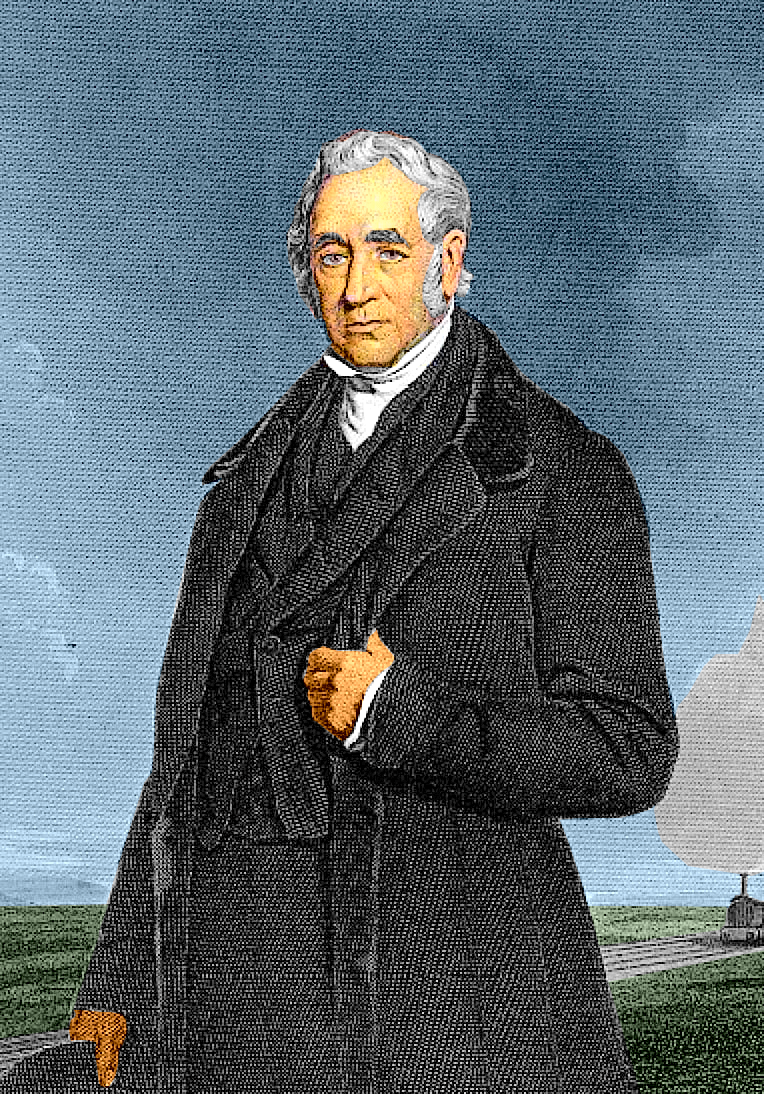
George Stephenson (* 9. června)

- 17. ledna – Robert Hare, americký chemik († 15. května 1858)
- 26. ledna – Achim von Arnim, německý romantický básník a prozaik († 21. ledna 1831)
- 30. ledna – Adelbert von Chamisso, německý básník a botanik († 21. srpna 1838)
- 1. února – Gustave Dugazon, francouzský hudební skladatel († 12. září 1829)
- 8. února – Kateřina Vilemína Zaháňská, slezská šlechtična a politička († 29. listopadu 1839)
- 9. února – Johann Baptist von Spix, německý zoolog, přírodovědec a cestovatel v Jižní Americe († 14. března 1826)
- 17. února – René Théophile Hyacinthe Laënnec, francouzský lékař, vynálezce stetoskopu († 13. srpna 1826)
- 12. března – Frederika Dorotea Bádenská, švédská královna, manželka švédského krále Gustava IV. Adolfa († 25. září 1826)
- 13. března – Karl Friedrich Schinkel, pruský architekt, malíř a scénograf († 9. října 1841)
- 17. března – Ebenezer Elliott, anglický básník († 1. prosince 1849)
- 7. dubna – Francis Leggatt Chantrey, anglický sochař († 25. října 1841)
- 25. dubna – Ferdinand Karel Josef Rakouský-Este, rakouský arcivévoda a polní maršál († 5. listopadu 1850)
- 6. května – Karl Christian Friedrich Krause, německý filozof a spisovatel († 27. září 1832)
- 29. května – John Walker, anglický chemik, vynálezce zápalky († 1. května 1859)
- 25. dubna – Ferdinand Karel Josef Rakouský-Este, rakouský arcivévoda, princ modenský († 5. listopadu 1850)
- 9. června – George Stephenson, anglický vynálezce, otec parostrojní železnice († 12. srpna 1848)
- 21. června – Siméon Denis Poisson, francouzský matematik, geometr, astronom a fyzik († 25. dubna 1840)
- 6. července – Thomas Stamford Raffles, britský státník, zakladatel Singapuru († 5. července 1826)
- 27. července – Mauro Giuliani, italský skladatel, kytarista, violoncellista a zpěvák († 8. května 1829)
- 31. července – François-Auguste Cheussey, francouzský architekt a stavitel († 13. července 1857)
- 3. září – Evžen de Beauharnais, francouzský velkovévoda († 21. února 1824)
- 6. září – Anton Diabelli, rakouský skladatel a hudební nakladatel († 7. dubna 1858)
- 23. září
  - Juliana Sasko-Kobursko-Saalfeldská, saská princezna, ruská velkokněžna († 15. srpna 1860)
  - Johann Franz Encke, německý astronom († 26. srpna 1865)
- 27. září – Vilém I. Württemberský, württemberský král († 25. června 1864)
- 22. října – Ludvík Josef Bourbonský, nejstarší syn francouzského krále Ludvíka XVI. († 4. června 1789)
- 11. prosince – David Brewster, skotský fyzik a matematik († 10. února 1868)
- neznámé datum – Aaron Narcissov, ruský biskup a spisovatel († 27. ledna 1842)

## Úmrtí

### Česko

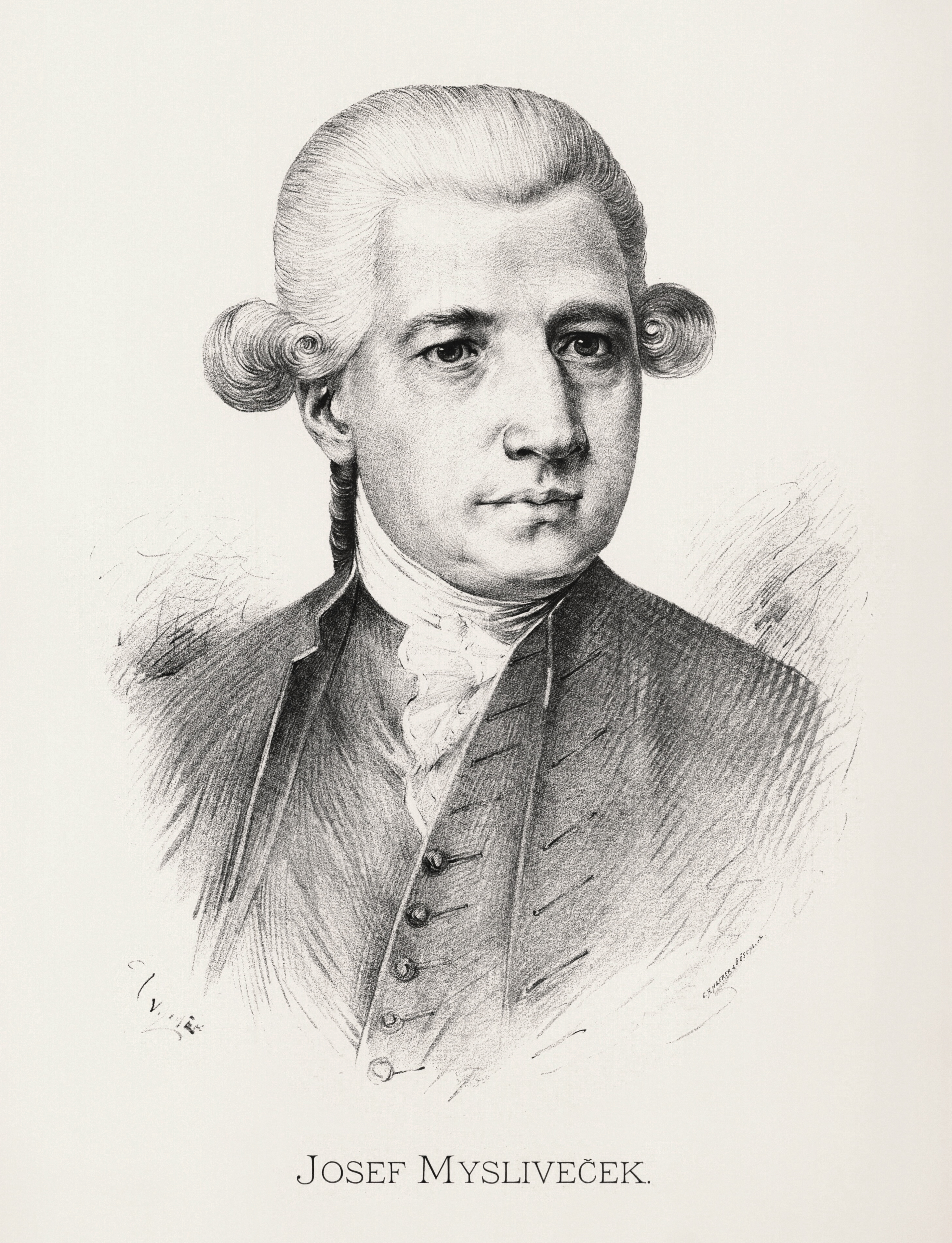
Josef Mysliveček († 4. února)

- 17. ledna – František Wolff, jezuita, filosof a teolog (* 1. prosince 1728)
- 4. února – Josef Mysliveček, hudební skladatel (* 9. března 1737)
- 14. června – Francisco Zeno, matematik, astronom a geolog a paleontolog (* 7. ledna 1734)
- 12. října – Josef Hager, malíř (* 1726)
- 15. prosince – Anna Františka Hatašová, operní pěvkyně (* 26. května 1728)

### Svět
- 15. ledna – Mariana Viktorie Španělská, portugalská královna (* 31. března 1718)
- 15. února – Gotthold Ephraim Lessing, německý básník, kritik, spisovatel a filosof (* 22. ledna 1729)
- 18. března – Anne Robert Jacques Turgot, francouzský ekonom a státník (* 10. května 1727)
- 3. dubna – George Bogle, skotský diplomat a dobrodruh (* 26. listopadu 1746)
- 20. dubna – Abram Petrovič Hannibal, ruský vojenský a politický činitel černošského původu (* ? 1696)
- 11. května – Ignác z Láconi, sardinský kapucín a světec (* 17. prosince 1701)
- 18. srpna – František Josef I. z Lichtenštejna, lichtenštejnský kníže (* 19. listopadu 1726)
- 19. září – Tobias Furneaux, anglický mořeplavec (* 21. srpna 1735)
- 12. prosince – Christophe de Beaumont, francouzský katolický arcibiskup (* 26. července 1703)

## Hlavy států
- Francie – Ludvík XVI. (1774–1792)
- Habsburská monarchie – Josef II. (1780–1790)
- Osmanská říše – Abdulhamid I. (1774–1789)
- Polsko – Stanislav II. August Poniatowski (1764–1795)
- Prusko – Fridrich II. (1740–1786)
- Rusko – Kateřina II. Veliká (1762–1796)
- Španělsko – Karel III. (1759–1788)
- Švédsko – Gustav III. (1771–1792)
- Velká Británie – Jiří III. (1760–1820)
- Svatá říše římská – Josef II. (1765–1790)
- Papež – Pius VI. (1774–1799)
- Japonsko – Kókaku (1780–1817)